# عبدو ديالو
عبدو ديالو (بالفرنسية: Abdou Diallo)‏ (مواليد 4 مايو 1996 في فرنسا، تور) لاعب كرة قدم فرنسي-سنغالي يلعب حاليا لصالح النادي العربي القطري في مركز الدفاع، والمنتخب السنغالي.

## إحصائيات المسيرة
| نادي                  | موسم                          | الدوري                       | الدوري | الدوري | كاس | كاس   | كاس الدوري | كاس الدوري | قاري | قاري  | مجموع | مجموع |
| نادي                  | موسم                          |                              | لعب    | اهداف  | لعب | اهداف | لعب        | اهداف      | لعب  | اهداف | لعب   | اهداف |
| --------------------- | ----------------------------- | ---------------------------- | ------ | ------ | --- | ----- | ---------- | ---------- | ---- | ----- | ----- | ----- |
| موناكو                | 2014–15                       | الدوري الفرنسي الدرجة الأولى | 5      | 0      | 1   | 0     | 2          | 0          | 0    | 0     | 8     | 0     |
| موناكو                | 2016–17                       | الدوري الفرنسي الدرجة الأولى | 5      | 0      | 4   | 0     | 1          | 0          | 1    | 0     | 10    | 0     |
| موناكو                | مجموع                         | مجموع                        | 10     | 0      | 5   | 0     | 3          | 0          | 1    | 0     | 19    | 0     |
| زولته فاريجيم (اعارة) | الدوري البلجيكي الدرجة الأولى | الدوري البلجيكي الممتاز      | 33     | 3      | 2   | 0     | —          | —          | —    | —     | 35    | 3     |
| ماينز 05              | الدوري الألماني لكرة القدم    | الدوري الألماني لكرة القدم   | 27     | 2      | 3   | 1     | —          | —          | —    | —     | 30    | 3     |
| مجموع المسيرة         | مجموع المسيرة                 | مجموع المسيرة                | 70     | 5      | 10  | 1     | 3          | 0          | 1    | 0     | 84    | 6     |

## وصلات خارجية
- عبدو ديالو على موقع الاتحاد الأوربي (الإنجليزية)
- عبدو ديالو على موقع إي إس بي إن إف سي (الإنجليزية)
- عبدو ديالو على موقع قاعدة بيانات كرة القدم.إي يو (الإنجليزية)
- عبدو ديالو على موقع ليكيب (الفرنسية)
- عبدو ديالو على موقع ناشيونال فوتبول تيمز (الإنجليزية)
- عبدو ديالو على موقع Soccerbase.com (لاعب) (الإنجليزية)
- عبدو ديالو على موقع Soccerway.com (الإنجليزية)
- عبدو ديالو على موقع عالم كرة القدم.نت (الإنجليزية)
- عبدو ديالو على موقع كووورة
- عبدو ديالو على موقع AS.com (الإسبانية)
- صفحة الاعب عبدو ديالو في موقع كووورة (بالعربية)